# Дышинский, Владимир Александрович
Владимир Александрович Дышинский (1 марта 1923, Любим, Ярославская губерния — 22 февраля 1944, Кривой Рог, Днепропетровская область) — советский войсковой разведчик в годы Великой Отечественной войны, Герой Советского Союза (20.12.1943). Гвардии лейтенант (24.01.1944).

## Биография
Родился 1 марта 1923 года в городе Любим (ныне в Любимском районе Ярославской области) в рабочей семье.
С 1926 года проживал с семьёй в Алапаевске, с 1934 года — в Перми. В 1934—1940 годах учился в средней школе (ныне гимназия № 11 имени С. П. Дягилева), по окончании которой поступил на факультет чёрных металлов Уральского индустриального института (ныне — Уральский федеральный университет).
В ноябре 1941 года студент 2-го курса Дышинский был призван в РККА в Свердловске и отправлен на службу в 1271-ю строительную рабочую колонну в городе Каменск-Уральский. В марте 1942 года зачислен в школу младших командиров, из которой был направлен в Таллинское пехотное училище, эвакуированное в Тюмень. В сентябре того же года недоучившихся курсантов училища спешно отправили на фронт. С октября 1942 года — на фронтах Великой Отечественной войны. Участвовал в Сталинградской битве, был ранен. После излечения был переведён в разведроту и назначен помощником командира взвода разведроты 50-й отдельной стрелковой бригады. Участвовал в Курской битве, освобождении Украинской ССР. На фронте 23 августа 1943 года получил первое офицерское звания младшего лейтенанта. К осени 1943 года гвардии младший лейтенант Владимир Дышинский командовал взводом разведки 96-й гвардейской отдельной разведроты 92-й гвардейской стрелковой дивизии 37-й армии Степного фронта. 
Отличился во время битвы за Днепр. В ночь с 29 на 30 сентября 1943 года разведгруппа Дышинского переправилась через Днепр в районе села Дериевка Онуфриевского района Кировоградской области Украинской ССР и бесшумно заняла плацдарм, уничтожив пулемётчиков противника. Действия группы способствовали успешной переправе основных сил. Продолжая выполнение задачи, группа прошла в тыл противника и захватила ценного «языка», а затем доставила его в штаб. Впоследствии в ходе боёв на плацдарме группа Дышинского неоднократно ходила во вражеский тыл. Так, 16 октября Дышинский устроил засаду и захватил немецкого мотоциклиста. Ночью того же числа он захватил ещё одного «языка».
Указом Президиума Верховного Совета СССР от 20 декабря 1943 года за «образцовое выполнение заданий командования и проявленные мужество и героизм в боях с немецкими захватчиками» гвардии младший лейтенант Владимир Александрович Дышинский был удостоен звания Героя Советского Союза. Однако Орден Ленина и медаль «Золотая Звезда» ставший уже лейтенантом Владимир Дышинский получить не успел.
В декабре 1943 года вступил в ВКП(б).
20—22 февраля 1944 года как командир разведвзвода участвовал в знаменитом рейде в глубокий немецкий тыл с целью спасения от взрыва немцами плотины Криворожской электростанции в ходе Никопольско-Криворожской наступательной операции. Отряд в 150 человек под командованием подполковника А. Н. Шурупова незаметно пересёк линию фронта под прикрытием пурги, за ночь прошёл 18 километров. Разведчики Дышинского захватили пленного, давшего ценные показания об обороне плотины, а в ходе решающий атаки 22 февраля первыми ворвались на плотину и перебили всех находившихся на ней солдат врага. В этом бою он погиб. Подрыв плотины был предотвращён.
Изначально был похоронен в Кривом Роге на «Мемориальном кладбище». В феврале-мае 2012 года могила перенесена с разрушенного в июне 2010 года при аварии на шахте имени Орджоникидзе «Мемориального кладбища» на памятный комплекс «На линии огня».

## Награды
- медаль «Золотая Звезда» (20 декабря 1943);
- Орден Ленина (20 декабря 1943);
- Орден Отечественной войны 1-й степени (16 февраля 1944);
- Орден Красной Звезды (16 февраля 1943);
- медаль «За оборону Сталинграда»[4].

## Память
- Именем названа улица в Кривом Роге[8][4];
- Именем названа улица в Свердловском районе Перми[9];
- Памятная доска на здании гимназии № 11 имени С. П. Дягилева в Перми, установленная 8 мая 1974 года. Автор Ю. Ф. Якубенко[9].